# Andy Rankin
Andy Rankin (Bootle, Inglaterra; 11 de mayo de 1944 – 21 de agosto de 2023) fue un futbolista inglés que jugó en la posición de guardameta.

## Carrera

### Club
| Periodo   | Club                  | Apariciones | Goles |
| --------- | --------------------- | ----------- | ----- |
| 1963–1971 | Everton FC            | 85          | 0     |
| 1971–1980 | Watford FC            | 329         | 0     |
| 1980–1982 | Huddersfield Town AFC | 71          | 0     |

### Selección nacional
Jugó para Inglaterra sub-23 en una ocasión en 1966.

## Logros

### Club
- FA First Division (1): 1969/70
- FA Cup (2): 1963, 1970
- Charity Shield (2): 1963, 1970
- Football League Fourth Division (1): 1977/78

### Individual
- Futbolista del Año del Watford FC en 1972/73 y 1974/75.